# Clotiapin
Clotiapin (Handelsname: Entumin) ist eine chemische Verbindung, die zu den Dibenzothiazepinen zählt. Es findet als Neuroleptikum Anwendung. Es ist in der Schweiz seit 1967 zugelassen zur Behandlung der Schizophrenie und anderer psychischer Erkrankungen.

## Wirkungen
Clotiapin ist ein stark sedierendes und nebenwirkungsintensives Neuroleptikum. Es kann Pankreatitis auslösen.